# 1963년 에콰도르 군사평의회
1963년 에콰도르 군사평의회(스페인어: Junta Militar de Ecuador 1963)는 1963년부터 1966년까지 에콰도르를 통치한 군사정권이다. 주요 구성원은 라몬 카스트로 히혼, 마르코스 간다라 엔리케스, 루이스 카브레라 세비야, 기예르모 프레이레 포소이다.
이 군사정권이 당시 에콰도르 대통령인 카를로스 훌리오 아로세메나 몬로이를 축출한 이유는 당시 대통령이 쿠바의 지도자인 피델 카스트로를 지지하여 의회와 군부와 갈등을 빚었기 때문이다. 이 정권이 통치하던 시기의 에콰도르는 국제 사회에서 쿠바 혁명을 반대하는 입장을 내세웠다. 4명의 장군에 의해 구성된 이 정권은 대대적인 개혁을 통해 지지를 얻었으나 권위주의적인 성향과 반대파에 대한 탄압 때문에 비판받았다.